# 우크라이나계 영국인
우크라이나계 영국인(Ukrainians in the United Kingdom)은 우크라이나 혈통을 가지고 있는 영국 국적을 가진 사람과 그 거주자를 말한다. 일반적으로 런던 등지에 많이 거주하며 영어와 우크라이나어를 사용한다.

## 같이 보기
- 우크라이나 디아스포라